# Trocarte

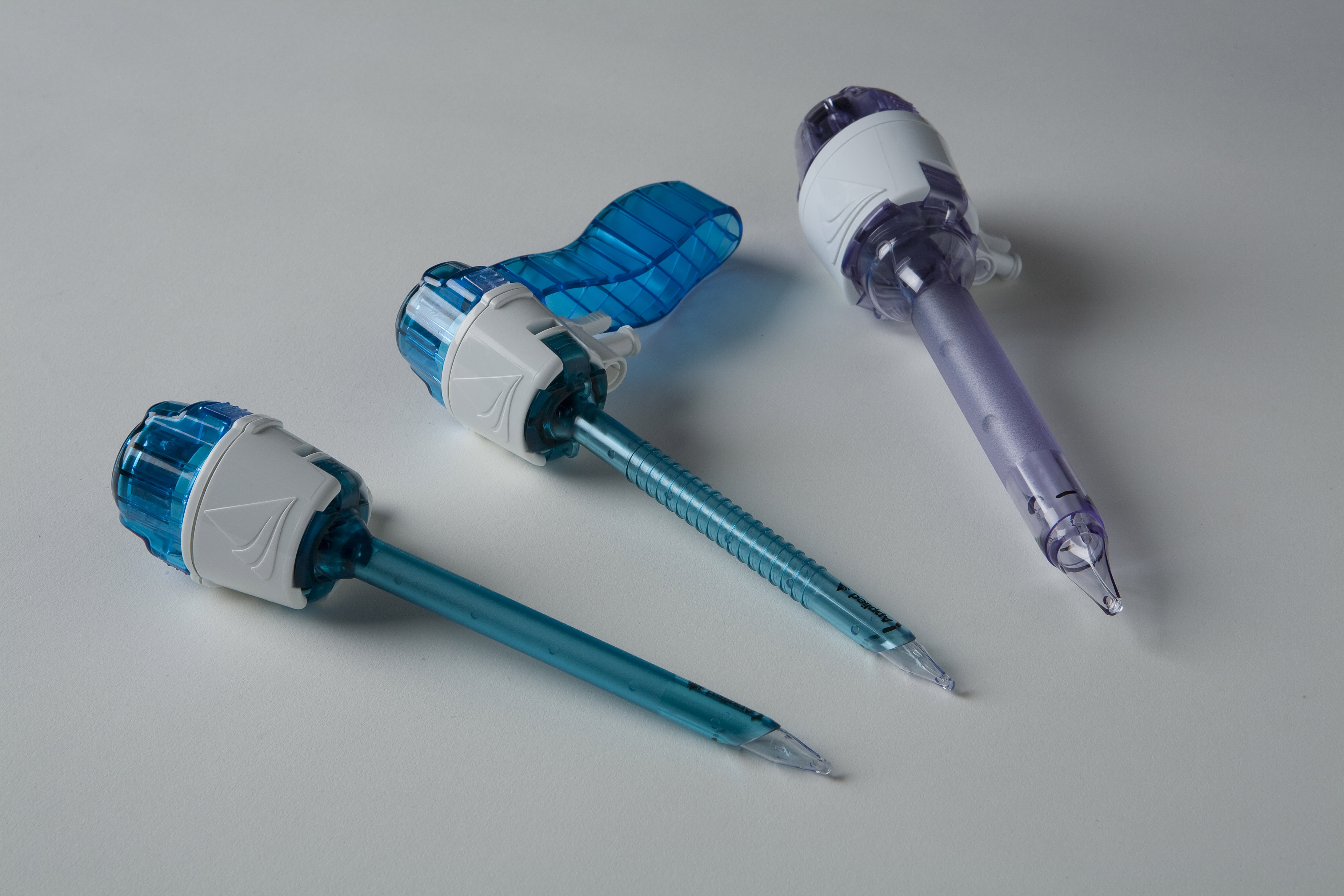
Família de trocartes descartáveis

Um trocarte (erroneamente chamado de trocar ou trocater) é um dispositivo médico ou veterinário que é composto de um furador (que pode ser um metal ou ponta aguçada ou sem lâminas de plástico), uma cânula (essencialmente um tubo oco), e um selo. Os trocartes são colocados através do abdome durante a cirurgia laparoscópica. O trocarte funciona como um portal para a colocação subsequente de outros instrumentos, como pinças, tesouras, grampeadores, etc. Os trocateres também permitem o escape de gás ou fluido de órgãos do corpo.

## Etimologia
A palavra trocarte vem do francês trocart, trois-quarts (três-quartos), de trois 'três' e carre 'lado, face de um instrumento', registrado pela primeira vez em o Dictionnaire des Arts et des Sciences, 1694, por Thomas Corneille, irmão mais novo de Pierre Corneille.

## História

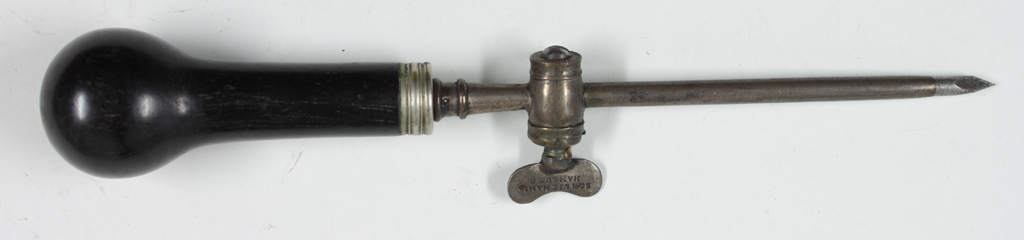
Trocarte, c. 1850

Originalmente, os médicos usavam trocartes para aliviar o aumento da pressão de fluidos (edema) ou gases (inchaço). As patentes para trocartes surgiram no início do século XIX, embora seu uso datasse possivelmente de milhares de anos. Em meados do século XIX, as cânulas de trocarte tornaram-se sofisticadas, como a invenção do tubo de Southey por Reginald Southey.